# Leonard Hussey

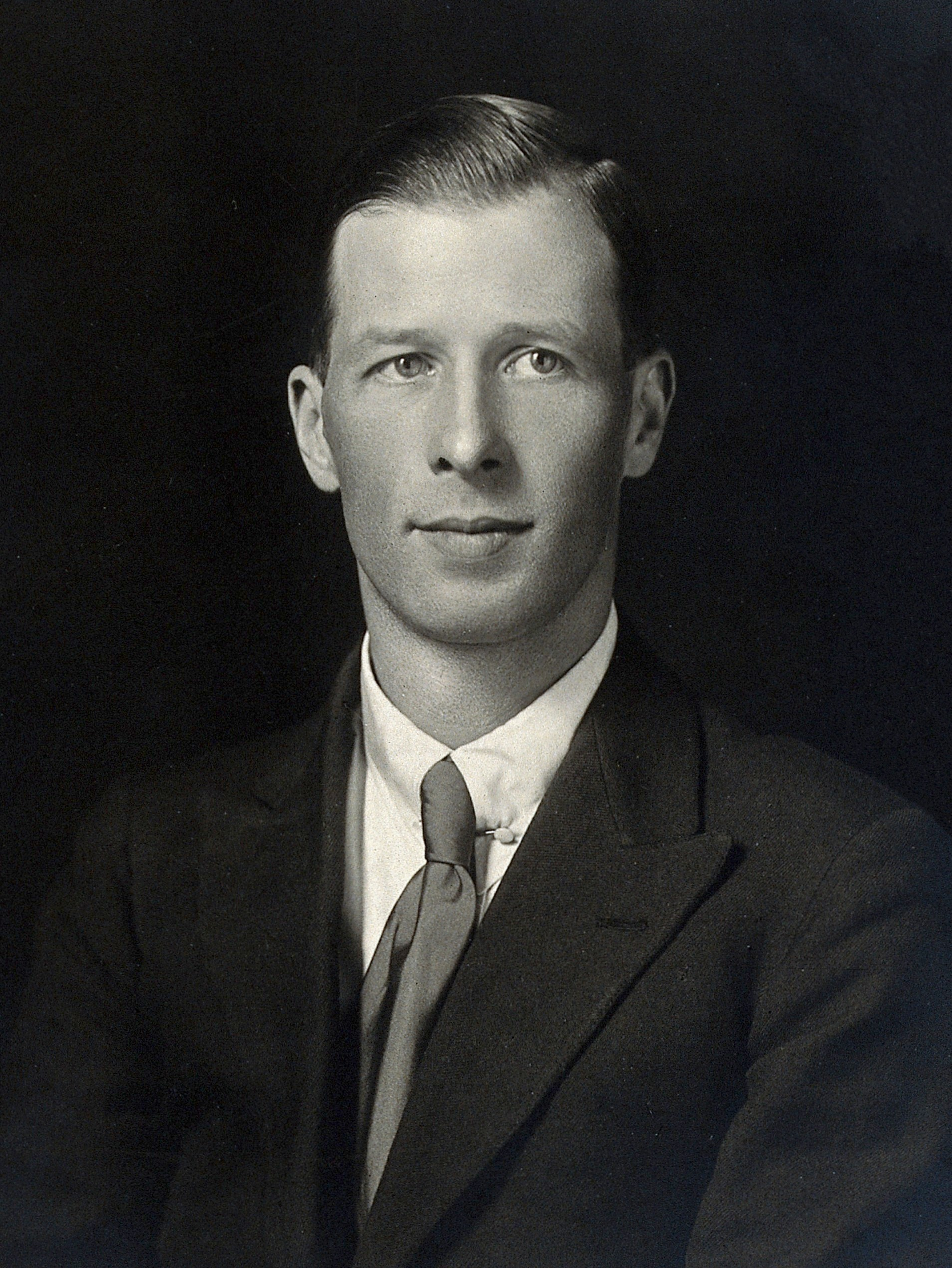
Leonard Hussey

Leonard Hussey (Leytonstone, 6 juni 1891 - Londen, 25 februari 1964) was een Brits arts, meteoroloog en poolonderzoeker.

## Biografie
Hussey studeerde aan de Universiteit van Londen, waar hij een diploma psychologie behaalde, alsook een wetenschapsdiploma in de meteorologie en antropologie. Vanaf 1913 werkte hij in Soedan als antropoloog. In 1914 nam Hussey deel aan de Endurance-expeditie van Ernest Shackleton als meteoroloog. De expeditie strandde op Elephanteiland, waar ze vier maanden later gered werden. 
Op het einde van de Eerste Wereldoorlog diende Hussey als tweede luitenant in Frankrijk. Op het einde van de oorlog was hij gestationeerd in Moermansk. In 1919 had hij de rang van kapitein bereikt.
In 1921 nam Hussey deel aan de Shackleton-Rowett-expeditie naar Antarctica, opnieuw met Ernest Shackleton. Door het overlijden van Shackleton werd deze expeditie vervroegd stopgezet. Na de expeditie werkte Hussey als arts in Londen. 
Tijdens de Tweede Wereldoorlog werkte Hussey als Flight Lieutenant in de Royal Air Force in IJsland. Hij werd na de oorlog onderscheiden in de Orde van het Britse Rijk, de Overwinningsmedaille, Britse Oorlogsmedaille, Defensiemedaille, War Medal 1939-1945 en de Polar Medal. Tot 1957 was hij werkzaam in zijn praktijk als arts. Hussey overleed in 1964 op 72-jarige leeftijd. 